# Schloss Krastowitz

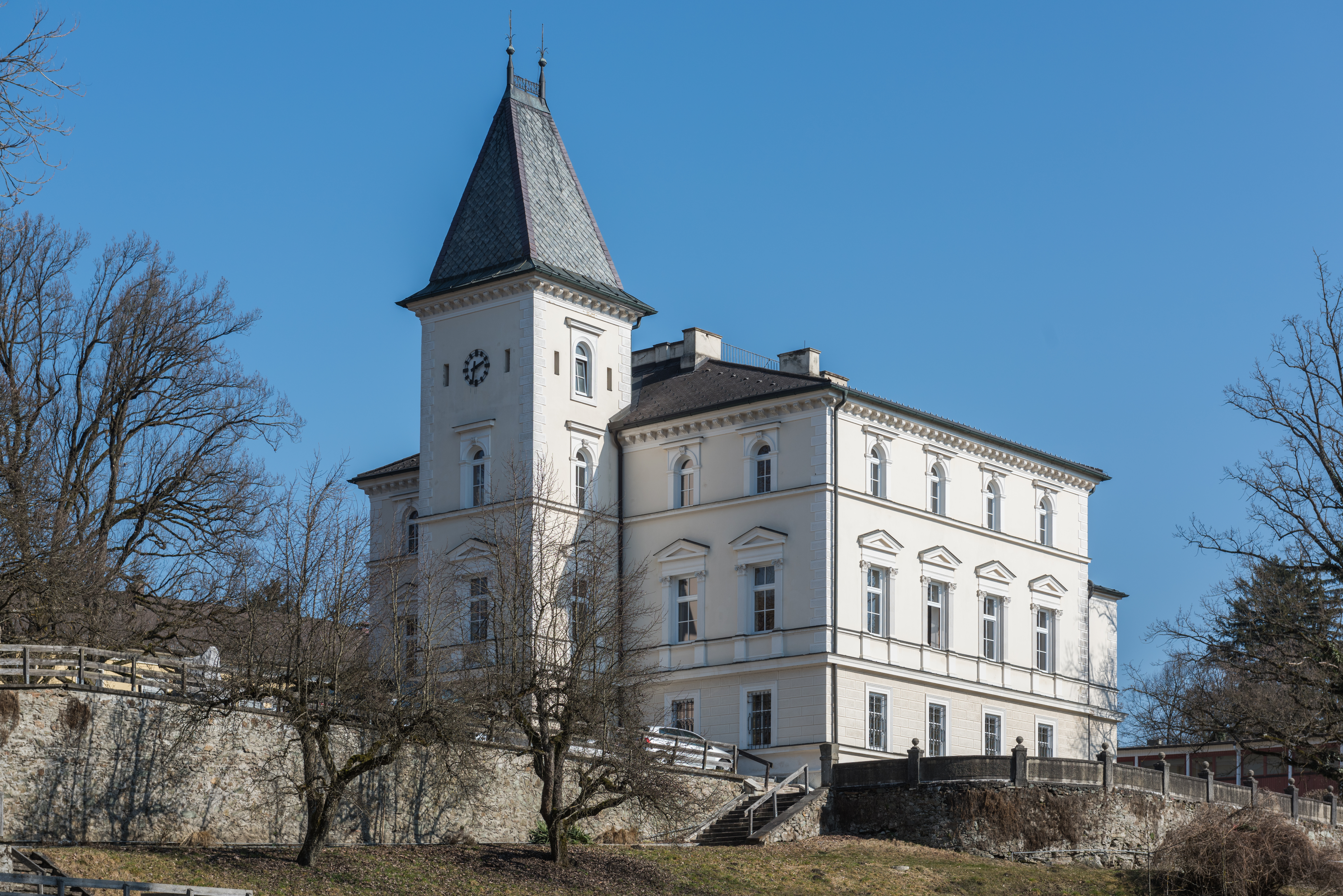
Schloss Krastowitz, von Südwesten gesehen (2015)

Schloss Krastowitz ist ein aus dem 18. Jahrhundert stammendes, im 19. Jahrhundert historisierend umgestaltetes Schloss im Nordosten der Stadt Klagenfurt am Wörthersee.

## Geschichte

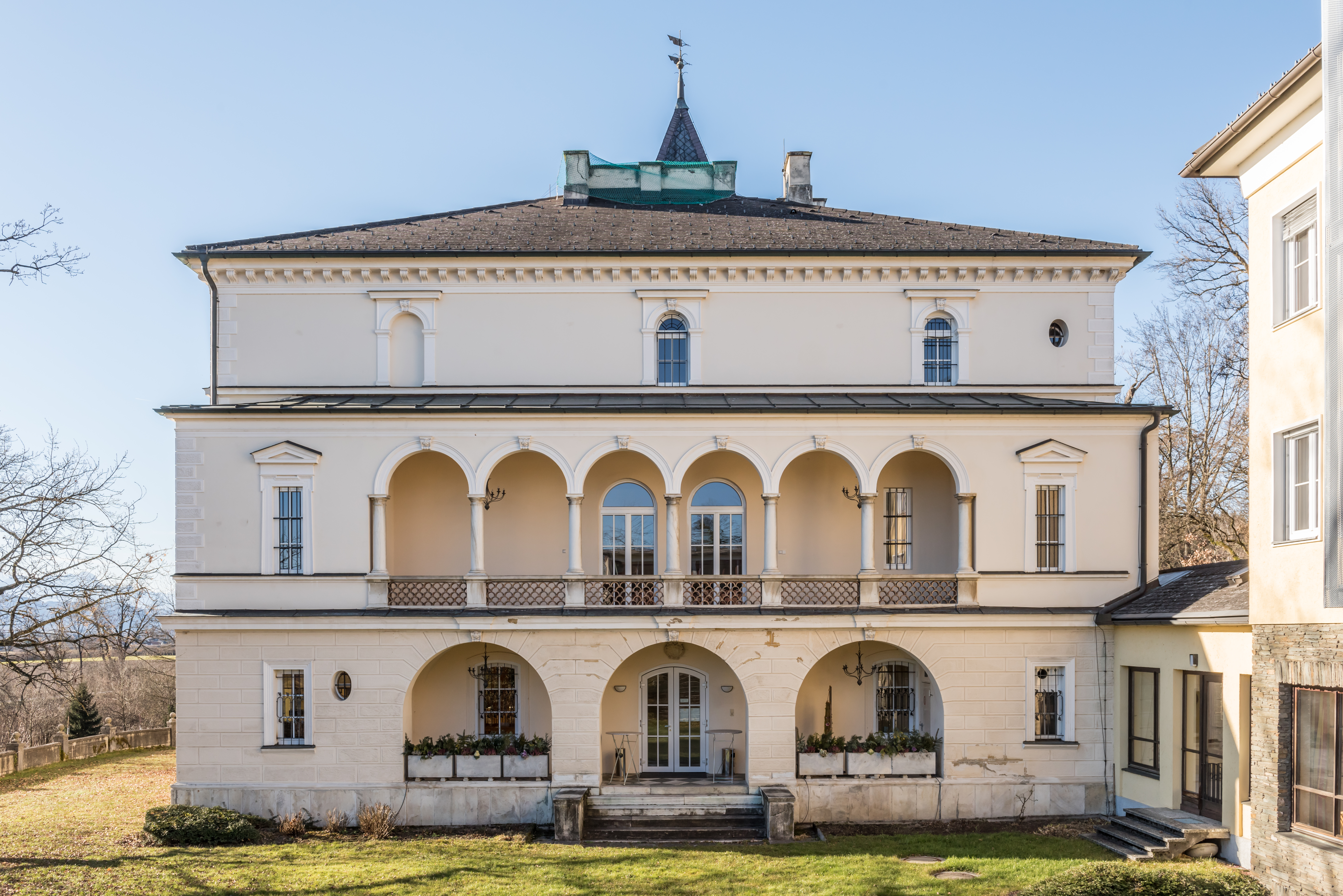
Schloss Krastowitz

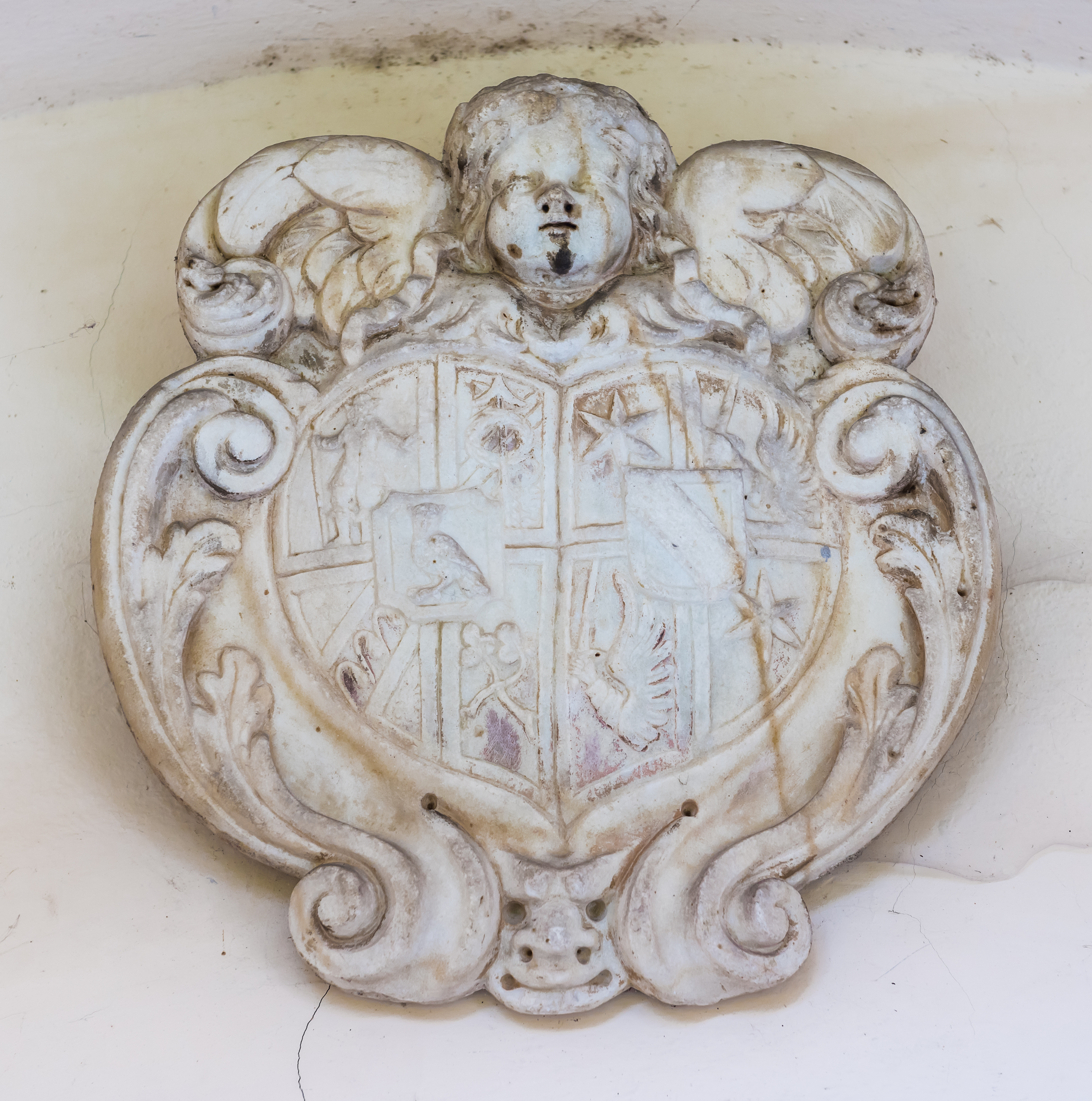
Doppelwappen Schober-Kulmer über dem Gartenportal

Das Schloss wurde im 18. Jahrhundert errichtet. Die ersten bekannten Besitzer waren die Freiherren Mannsdorf und später Johann von Schoberg und seine Gattin Maria Barbara von Kulmer. Ihr Doppelwappen aus dem Jahr 1714 befand sich früher an der Nordwand des Schlosses. Das Schlösschen am Waldrand ist vermutlich im 17. Jahrhundert durch einen Kronberger gebaut worden und hieß damals Kronbergerhof. An die ausgestorbenen Krastowitzer erinnert eine Spitzbogen-Pforte an der Sakristei der St. Ulrichs-Kapelle. Im Jahr 1792 kaufte Freiherr Johann von Kaiserstein vom Grafen Karl Christallnigg das Gut Krastowitz. In der ersten Hälfte des 19. Jahrhunderts war Krastowitz das bevorzugte Schloss der Familie Kaiserstein. Im ebenfalls zur Familie gehörenden Schloss Tentschach wohnte man nur im Sommer. Daneben hatte man Besitzungen in Kleinreideben, Steuerberg und ein einträgliches Freihaus (Mietshaus) in Wien. Johann von Kaiserstein und seine Frau Marie Elisabeth geb. Freiin von Herbert (1764–1823) sind in der Gruft in Krastowitz beerdigt. Unter Freiherr von Reyer wurde Krastowitz im 19. Jahrhundert in seine heutige, historisierende Gestalt umgebaut. Im Jahr 1957 kam das Schloss in den Besitz der Kärntner Landwirtschaftskammer und beherbergt heute das Bildungshaus der Kammer. Im Jahr 1964 wurde nordseitig ein Schulungsgebäude angebaut.

## Baubeschreibung
Das Schloss ist ein dreigeschoßiger Bau über einem rechteckigen Grundriss. An der westseitigen Eingangsfront ist ein Torturm mit Pyramidenhelm vorgebaut. Über dem Portal befindet sich eine Inschriftentafel aus dem Jahr 1714, am Turm das Wappen des Freiherrn von Sterneck. Im Hauptgeschoß sind die hohen Fenster von Pilastern und Dreiecksgiebeln umrahmt. Die Fenster des Obergeschoßes besitzen einen Rundbogenabschluss mit horizontaler Giebelplatte. Unter der Dachzone verläuft ein Konsolenfries.
An der Ostseite befinden sich im Erdgeschoß dreiteilige Pfeilerarkaden, die mit sieben Säulen eine offene Säulenloggia tragen.

## Kudlich-Denkmal
Vor dem Schloss befindet sich eine im Jahr 2001 errichtete Statue des „Bauernbefreiers“ Hans Kudlich.

## Das Moor

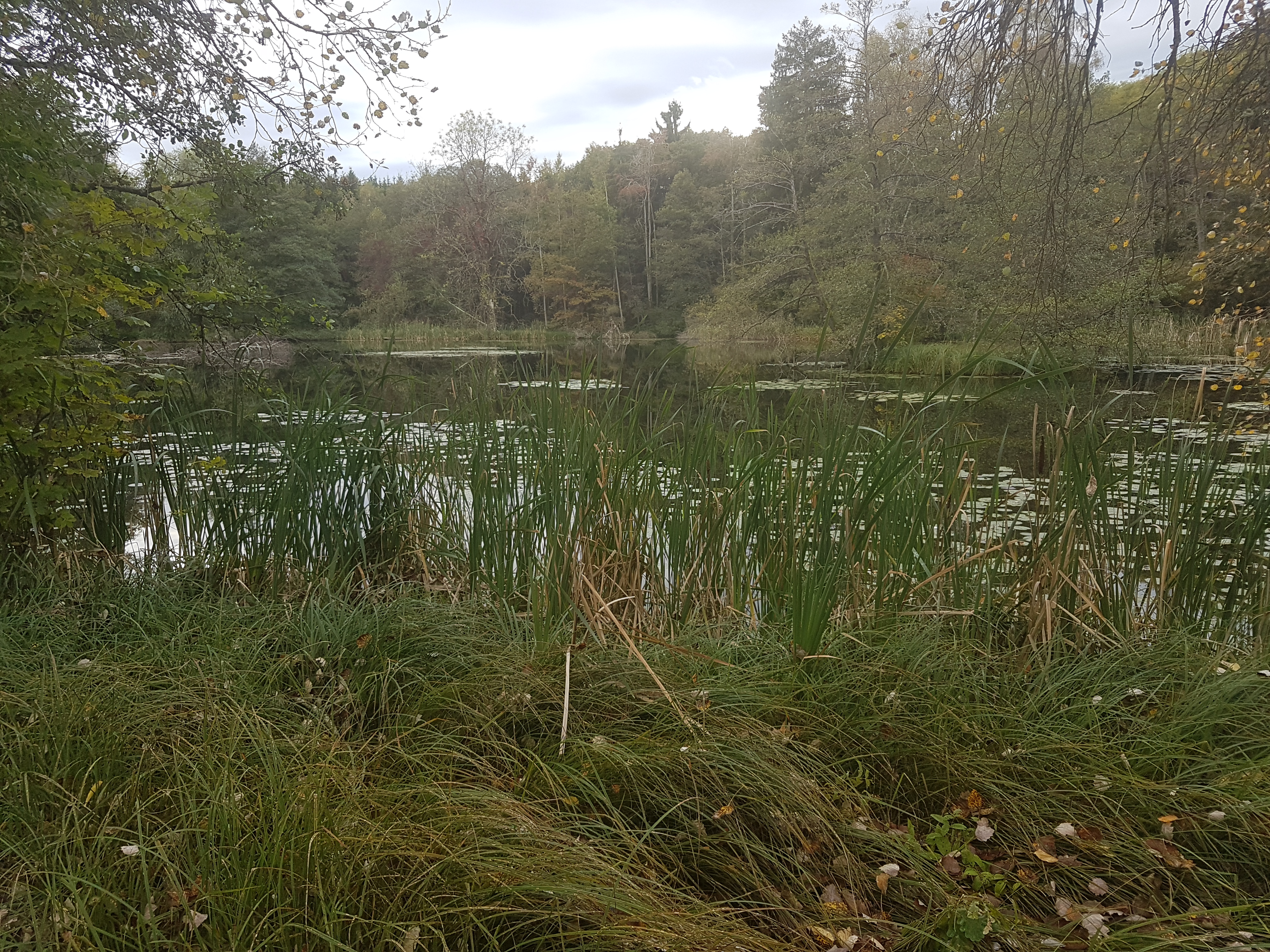
Das Moor bei Schloss Krastowiz

Neben dem Schloss befindet sich auch noch ein Moor.